# 陳由正
陳由正（1486年—？），字楷卿，江西南昌府寧州人，民籍，明朝政治人物。

## 生平
正德十一年（1516年）丙子科江西鄉試第三十名舉人，十六年（1521年）中式辛巳科會試第二百十一名，登第三甲第九十八名進士。授行人，嘉靖四年（1525年）三月选授南京禮科給事中。

## 家族
曾祖陳郾；祖父陳鳳彰；父陳洽，母王氏。具庆下。